# Atrésie pulmonaire
 Mise en garde médicale
L'atrésie pulmonaire est un type d'anomalie congénitale du cœur causée par une absence totale de communication entre le ventricule droit du cœur (fermeture de sa voie d'éjection) et l'artère pulmonaire.
L'origine de cette pathologie est soit une fusion des trois valves de la sigmoïde pulmonaire, une hypoplasie de la voie d'éjection ventriculaire et/ou de l'artère pulmonaire ou une dysplasie de la sigmoïde pulmonaire.
Dans le cas des malformations cardiaques congénitales telles que l'atrésie pulmonaire, les anomalies structurelles peuvent affecter les valves cardiaques ainsi que les parois et les artères ou veines proches du muscle cardiaque. Par conséquent, le flux sanguin dû aux anomalies structurelles susmentionnées est affecté, soit en bloquant, soit en modifiant le flux sanguin à travers le muscle cardiaque humain.
Cette pathologie peut être en rapport avec une rubéole congénitale, un syndrome de Williams, un syndrome de Turner, un syndrome de Costello ou un syndrome de Noonan.
Dans la majorité des cas, cette anomalie cardiaque se présente sous la forme d'une atrésie pulmonaire à septum ouvert. Plus rarement, ce type de malformation congénitale du cœur peut recouvrir la forme d'atrésie pulmonaire à septum intact.

## Cas généraux d'atrésie pulmonaire

### Traitement
En l'absence de communication interventriculaire, une atrioseptostomie de Rashkind (septostomie atriale) est effectuée pour limiter l'insuffisance cardiaque droite et assurer le retour veineux.
Le traitement est chirurgical, et consiste :
- à ouvrir la voie pulmonaire par dilation au ballonnet (en première intention[1]) ou par abord chirurgical direct ;
- à installer un shunt de type Blalock avec la mise en place d'une prothèse systémico-pulmonaire entre une artère sous-clavière et une artère pulmonaire.

La dilatation au ballon peut être faite à tout âge, avec de bons résultats à long terme. Une fuite pulmonaire peut toutefois apparaître.
En cas d’atrésie de la valve pulmonaire, une perforation de cette dernière, par voie endovasculaire peut être tentée, avec un risque, cependant, de plaie cardiaque.

## Atrésie pulmonaire à septum ouvert

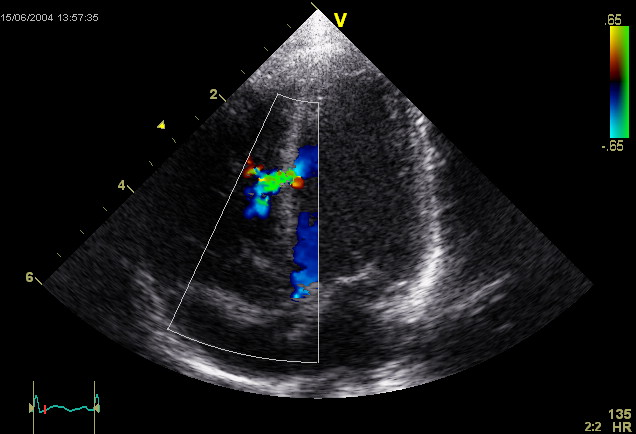
Défaut septal ventriculaire

L'atrésie pulmonaire à septum ouvert peut être diagnostiquée précocement grâce à l'embryogenèse. Ce type de pathologie résulte du basculement total en avant du septum conal. Le basculement du septum conal aboutit à une artère pulmonaire ne se connectant pas avec le ventricule droit. Cette cardiopathie fait partie du spectre des cardiopathies conotroncales,. Le basculement partiel du septum conal en avant aboutit à la tétralogie de Fallot,,,,,,.
En raison de l'absence de continuité entre artère pulmonaire et le ventricule droit, la vascularisation pulmonaire est assurée par :
- l'aorte thoracique descendante ;
- le canal artériel ;
- les artères bronchiques ;
- une artère coronaire[5],[6],[14],[12],[15],[16],[17].

Il s'agit d'une cardiopathie à sang mélangé.
Son incidence est de 7 pour 100 000 naissances et elle est légèrement plus fréquente chez les hommes,,,,.

### Étiologie
Cette anomalie résulte soit de facteurs environnementaux :
- Diabète maternel
- Embryopathie par ingestion d'acide rétinoïque
- Phenylcétonurie maternelle

soit de cause génétique :
- Microdélétion 22q11.1
- Syndrome d'Alagille
- Syndrome de Vater
- Syndrome de CHARGE
- Syndrome de Waardenburg
- Syndrome de Recklinghausen
- Syndrome oculo-auriculo-vertébral
- Syndrome de Pierre Robin
- Mutation du gène NKX2.5[23],[24].

### Diagnostic

#### Clinique
Le signe majeur est la cyanose dont l'importance dépend de la suppléance pulmonaire :
- En cas de vascularisation pulmonaire par le canal artériel, la cyanose est modérée voire absente tant que celui-ci reste ouvert.
- En cas de type IV : l'importance de la cyanose dépend du débit pulmonaire.

À l'auscultation : souffle systolique du bord gauche, absence du bruit de fermeture de la valve pulmonaire et absence de souffle d'éjection systolique comme dans la tétralogie de Fallot.
Le diagnostic repose sur l'échocardiographie qui montre l'absence de tronc pulmonaire.
Une évaluation plus complète nécessite une cathétérisme cardiaque qui permet de mieux préciser le mode d'alimentation en sang des poumons, en particulier en permettant une cartographie des collatérales : nombre, origine, taille distribution, communicante, sténose. On peut ainsi distinguer les MAPCA (major aortopulmonary collateral arteries) et les MIPCA (minor aortopulmonary collateral arteries).

### Classification
En fonction du type  assurant la vascularisation pulmonaire, on distingue les :
- Stade I : artère pulmonaire vascularisée par le canal artériel ;
- Stade II : pas de tronc de l'artère pulmonaire ;
- Stade III : existence de collatérales aorto-pulmonaire qui alimentent les artères pulmonaires ;
- Stade IV : absence d'artère pulmonaire. Multiples collatérales alimentant les poumons. Ce type est aussi appelé MAPCA.

### Traitement
Le traitement de cette cardiopathie est uniquement chirurgical.

## Atrésie pulmonaire à septum intact
L'atrésie pulmonaire avec septum ventriculaire intact (APSI) est une malformation congénitale rare. La pathologie APSI implique un blocage complet de la valvule pulmonaire située du côté droit du cœur. Ce blocage empêche le flux sanguin vers les poumons. En raison de ce manque de sang circulant dans le côté droit du cœur, les structures de ce côté, telles que la valvule pulmonaire et la valvule tricuspide, sont anormalement petites,,.